# Pan Muldgaard

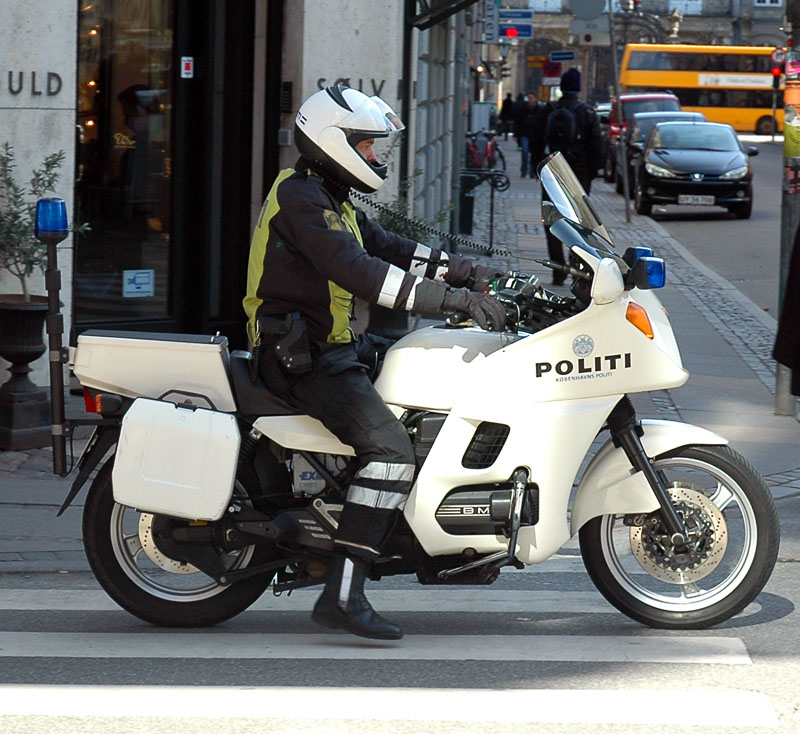
Duńska policja

Pan Muldgaard – bohater powieści Joanny Chmielewskiej Wszystko czerwone oraz Byczki w pomidorach. Duński policjant mówiący po polsku.
W domu bohaterki, mieszkającej w Danii dochodzi do serii krwawych zbrodni. Jako że w domu mieszkają wyłącznie Polacy, duńska policja powierza śledztwo panu Muldgaardowi. Był bardzo szczupły, bardzo wysoki, bardzo bezbarwny i bardzo skandynawski. (Jego) stopień służbowy na zawsze pozostał dla nas tajemnicą....
Pan Muldgaard opanował język polski śledząc historię swych przodków, toteż jego polszczyzna zdradzała naleciałości biblijne, zawierała wiele archaizmów, była również niegramatyczna. Doprowadzało to do wielu nieporozumień językowych, np. 

– Niedobrze - rzekł. – Światłość była na pani osoba. On wykonywa zła zamiara poprzez okno. Pani winna nie siadywać na światłość.

– W ogóle to siadywam na tyłku – mruknęła Alicja

Komizm postaci osiągnięto zderzając różnice charakterów oraz eksponując komizm słowny i sytuacyjny. Pan Muldgaard to jedna z najbardziej rozpoznawalnych postaci w twórczości Joanny Chmielewskiej. Wyrażenia Ta dama to wasza mać?, A reszta kadłuba gdzie? czy Ja takoż proszę won! były i są używane.